# WebGPU
WebGPU 是一个潜在的網頁標準和 JavaScript API 的工作名称，用于加速图形和计算，旨在提供“现代 3D 图形和计算能力”。它由 W3C GPU for the Web Community Group 与来自苹果、Mozilla、微软、Google等公司的工程师共同开发。
与 WebGL 不同，WebGPU 并不是任何现有原生 API 的直接移植。它基于 Vulkan、Metal 和 Direct3D 12 提供的 API，旨在为移动和桌面平台提供高性能。移动平台在创建 WebGPUDevice 对象时将受到限制，需要使用现代图形 API（如上所述）。